# Liste von Schwanenbrunnen
Dies ist eine Liste  von Schwanenbrunnen, also Brunnen im öffentlichen Raum, die Schwäne zum Thema haben.

## Deutschland
| Bezeichnung                                 | Bild           | Standort                                                                                                | Künstler              | Errichtung Einweihung | Weitere Informationen                                                                                                   |
| ------------------------------------------- | -------------- | --- | --------------------- | --- | --- |
| Schwanenbrunnen (Friedrichshafen)           |                | Friedrichshafen (Lage)                                                                                  | Fritz Melis (Entwurf) | Im September 1958 wurde der Schwanenbrunnen auf dem Adenauerplatz aufgestellt, 1993/94 wurde er an seinen heutigen Platz auf dem nördlichen Kirchplatz versetzt. | vier bronzene Schwäne im Becken; siehe Schwanenbrunnen                                                                  |
| Schwanenbrunnen (Hanau)                     |                | Hanau, Beethovenplatz (seit 1979) (Lage)                                                                |                       | 1896 | [ 1 ] |
| Brunnen in der Wohnanlage Donnersbergstraße |                | Kaiserslautern, Donnersbergstraße (Lage)                                                                |                       | | siehe |
| Martinsbrunnen (Kaiserslautern)             | weitere Bilder | Kaiserslautern, St.-Martins-Platz (Lage)                                                                |                       | 1891 | |
| Schwanenbrunnen (Kleve, Schloßberg)         | weitere Bilder | Kleve, Schloßberg (Lage)                                                                                |                       | Alfred Sabisch | |
| Schwanenbrunnen (Krefeld)                   |                | Krefeld (Lage)                                                                                          |                       | | siehe auch Schwanenmarkt (Krefeld)#Schwanenbrunnen                                                                      |
| Schwanenbrunnen (Leidersbach)               |                | Leidersbach                                                                                             |                       | | |
| Schwanenbrunnen (Langewiesen)               | weitere Bilder | Langewiesen (Lage)                                                                                      |                       | | |
| Schwanenbrunnen (Meiningen)                 | weitere Bilder | Meiningen, am südlichen Rand des Englischen Gartens an der Landesstraße L 1140 (= Marienstraße); (Lage) |                       | | siehe auch Brunnen in Meiningen#Schwanenbrunnen und Restauration beginnt. Schwanenbrunnen auf Abwegen (17. Januar 2023) |
| Schlossbrunnen                              | weitere Bilder | Pirmasens; in die Schlosstreppen integriert (Lage)                                                      | Gernot Rumpf          | 1984 | einst Standort des Pirmasenser Schlosses                                                                                |
| Schwanenbrunnen (Schwangau)                 | weitere Bilder | Schwangau, im Ortsteil Hohenschwangau im Garten von Schloss Hohenschwangau (Lage)                       |                       | | |
| Schwanenbrunnen (Zittau)                    | weitere Bilder | Zittau (Lage)                                                                                           |                       | 1710 | |
| Schwanenbrunnen (Zwickau)                   | weitere Bilder | Zwickau, Alte Reichenbacher Straße / Humboldtstraße (Lage)                                              | Paul Berger           | 1929 bis 1935 | |

## Weitere
| Bezeichnung                           | Bild           | Standort                                                 | Staat                  | Künstler       | Errichtung Einweihung | Weitere Informationen |
| ------------------------------------- | -------------- | -------------------------------------------------------- | ---------------------- | -------------- | --------------------- | --------------------- |
| Schwanenbrunnen (Basel)               |                | Basel, Zürcherstrasse                                    | Schweiz                |                |                       |                       |
| Schwanenbrunnen (Bern)                |                | Bern,                                                    | Schweiz                |                |                       |                       |
| Schwanenbrunnen (Breslau)             | weitere Bilder | Breslau,                                                 | Polen                  | August Gaul    |                       |                       |
| Schwanenbrunnen (Ho Chi Minh City)    |                | Ho Chi Minh City (Lage)                                  | Vietnam                |                |                       |                       |
| Schwanenbrunnen (Horgen)              |                | Horgen,                                                  | Schweiz                |                |                       | [ 2 ]                 |
| Schwanenbrunnen (Innsbruck)           | weitere Bilder | Innsbruck-Reichenau, Gutshofweg 47,27289° N, 11,41799° O | Österreich             | Michael Defner | 1983                  | [ 3 ] [ 4 ]           |
| Schwanenbrunnen (Luzern)              | weitere Bilder | Luzern, Obergrundstrasse 11 (Lage)                       | Schweiz                |                |                       |                       |
| Schwanenbrunnen (Oslo)                |                | Oslo, 59,912479° N, 10,734078° O                         | Norwegen               | Dyre Vaa       | 1950                  | vor dem Rathaus Oslo  |
| Schwanenbrunnen (Stratford-upon-Avon) | weitere Bilder | Stratford-upon-Avon, 52,191526° N, 1,703812° W           | Vereinigtes Königreich |                |                       |                       |
| Schwanenbrunnen (Zürich)              | weitere Bilder | Zürich, Idaplatz 47,366679° N, 8,540599° O               | Schweiz                |                |                       |                       |